# Кохане (заказник)
Коха́не — ботанічний заказник місцевого значення. Розташований в Краматорському районі Донецької області біля села Зелене. Статус заказника присвоєно рішенням обласної ради № XXII/14-38 від 30 вересня 1997 року. Площа — 37 га. Флористичний список «Коханого» налічує 220 видів рослин, із яких 8 занесені до Червоної книги України.